# Войнівський заказник
Во́йнівський зака́зник — ландшафтний заказник загальнодержавного значення в Україні. Розташований у межах Новоукраїнського району Кіровоградської області, між селами Войнівка і Новоолександрівка. 
Площа 50 га. Створений згідно з указом Президента України від 29.11.1994 року. Перебуває у віданні Новоукраїнського цукрового заводу. 
Природоохоронний статус надано з метою збереження мальовничої ділянки долини річки Плетений Ташлик з численними виходами гранітів, деякі у вигляді скель. Під охороною — типові для центральної України природні комплекси, в тому числі ділянки ковилового степу. Є популяції гвоздики бузької — ендемічного виду, занесеного до Червоної книги України. Також зростає цибуля жовтувата та цибуля Пачоського. 
Водиться 6 видів комах, занесених до Червоної книги України: махаон, поліксена та подалірій, джміль глинистий і пластинчатозубий, вусач мускусний.